# Ed Wynn
Ed Wynn, nato Isaiah Edwin Leopold (Filadelfia, 9 novembre 1886 – Beverly Hills, 19 giugno 1966), è stato un attore, doppiatore e cabarettista statunitense.
Popolarissimo a teatro, gli venne dato il nomignolo di The Perfect Fool. Fu uno dei pionieri degli show radiofonici degli anni trenta.

## Biografia
Iniziò la sua carriera nel 1903 nel circuito del vaudeville. Il suo successo sulle scene lo fece diventare una delle star delle Ziegfeld Follies, quando nel 1914 cominciò a lavorare per il grande impresario di Broadway con Leon Errol, Annette Kellerman, Ann Pennington e Bert Williams e nel 1915 con Ina Claire, Erroll, W. C. Fields, Justine Johnstone, Mae Murray, la Pennington, Williams, Helen Barnes, Marion Davies ed Olive Thomas. Passò al cinema nel 1927.
Divenne negli anni cinquanta uno dei più noti volti televisivi con il suo programma The Ed Wynn Show. Prestò la sua voce a personaggi cartoon, come il Cappellaio Matto nella versione originale di Alice nel Paese delle Meraviglie (1951). Wynn scrisse, diresse e produsse numerosi spettacoli di Broadway. Tra i suoi ultimi lavori, vi fu anche la partecipazione a Mary Poppins (1964) nel ruolo di zio Albert. 
Morì nel 1966, a 79 anni, a causa di un cancro all'esofago; negli ultimi anni aveva sofferto anche della malattia di Parkinson. Venne sepolto al Forest Lawn Memorial Park.

## Vita privata
Di religione ebraica, si sposò tre volte: la prima nel 1914 con l'attrice Hilda Keenan da cui ebbe un figlio, Keenan (1916-1986), divenuto anch'egli attore, che lo rese nonno di due nipoti, Ned e Tracy; il matrimonio finì con un divorzio nel 1937. Un mese dopo egli sposò l'attrice Frieda Mierse, da cui divorziò nel 1939. Nel 1946 passò a nuove nozze con Dorothy Elizabeth Nesbitt da cui divorziò nove anni dopo, nel 1955.
È bisnonno dell'attrice Jessica Keenan Wynn.

## Spettacoli teatrali
- The Deacon and the Lady (Broadway, 4 ottobre 1910)
- Ziegfeld Follies of 1914, prodotto da Florenz Ziegfeld (Broadway, 1º giugno 1914)
- Ziegfeld Follies of 1915, prodotto da Florenz Ziegfeld (Broadway, 21 giugno 1915)

## Filmografia

### Attore

#### Cinema
- Rubber Heels, regia di Victor Heerman (1927)
- Follow the Leader, regia di Norman Taurog (1930)
- La taverna delle stelle (Stage Door Canteen), regia di Frank Borzage (1943)
- Vertigine (Marjorie Morningstar), regia di Irving Rapper (1958)
- Il diario di Anna Frank (The Diary of Anne Frank), regia di George Stevens (1959)
- Il Cenerentolo (Cinderfella), regia di Frank Tashlin (1960)
- Un professore fra le nuvole (The Absent Minden Professor), regia di Robert Stevenson (1961)
- Babes in Toyland, regia di Jack Donohue (1961)
- Professore a tuttogas (Son of Flubber), regia di Robert Stevenson (1963)
- Jerry 8¾ (The Patsy), regia di Jerry Lewis (1964)
- Mary Poppins, regia di Robert Stevenson (1964)
- Erasmo il lentigginoso (Dear Brigitte), regia di Henry Koster (1965)
- I cacciatori del lago d'argento (Those Calloways), regia di Norman Tokar (1965)
- La più grande storia mai raccontata (The Greatest Story Ever Told), regia di George Stevens (1965)
- F.B.I. - Operazione gatto (That Darn Cat!), regia di Robert Stevenson (1965)
- La gnomo mobile (The Gnome-Mobile), regia di Robert Stevenson (1967)

#### Televisione
- The 20th Century-Fox Hour – serie TV, episodio 2x17 (1957)
- The Alcoa Hour – serie TV, episodio 2x17 (1957)
- General Electric Theater – serie TV, episodi 8x01-10x22 (1959-1962)
- Ai confini della realtà (The Twilight Zone) – serie TV, episodi 1x02-5x12 (1959-1963)
- Westinghouse Desilu Playhouse – serie TV, episodio 2x14 (1960)
- Gli uomini della prateria (Rawhide) – serie TV, episodio 4x12 (1961)
- Indirizzo permanente (77 Sunset Strip) – serie TV, episodio 6x01 (1963)
- La legge di Burke (Burke's Law) – serie TV, episodio 1x23 (1964)
- Slattery's People – serie TV, episodio 1x04 (1964)
- Bonanza – serie TV, episodio 6x20 (1965)

### Film o documentari dove appare Ed Wynn
- Hollywood on Parade, regia di Louis Lewyn (1932)
- Screen Snapshots Series 27, No. 3: Out of This World Series, regia di Ralph Staub (1947)

### Doppiatore
- Alice nel Paese delle Meraviglie (Alice in Wonderland) (1951)

## Doppiatori italiani
Nelle versioni in italiano dei suoi film Ed Wynn è stato doppiato da:
- Gino Baghetti in Il diario di Anna Frank[2], I cacciatori del lago d'argento, La più grande storia mai raccontata
- Nino Camarda in Vertigine
- Vinicio Sofia in Il Cenerentolo
- Nando Gazzolo in Un professore fra le nuvole
- Manlio Busoni in Professore a tuttogas
- Giorgio Capecchi in Ai confini della realtà (ep. 1x02)
- Aleardo Ward in Jerry 8¾
- Bruno Persa in Mary Poppins
- Lauro Gazzolo in Erasmo il lentigginoso
- Carlo Romano in F.B.I. - Operazione gatto
- Enzo Garinei in La gnomo mobile (doppiaggio tardivo 1988)
- Paolo Lombardi in Un professore fra le nuvole (ridoppiaggio 1989)

Da doppiatore è sostituito da:
- Carlo Romano in Alice nel paese delle meraviglie

## Riconoscimenti
- Premi Oscar 1960 . Candidatura all'Oscar al miglior attore non protagonista per Il diario di Anna Frank